# Hesse (Mosela)
 Hesse  es una comuna y población de Francia, en la región de Lorena, departamento de Mosela, en el distrito y cantón de Sarrebourg.
Está integrada en la Communauté de communes de la Vallée de la Bièvre.

## Demografía
Su población en el censo de 1999 era de 601 habitantes.
| 553 | 574 | 548 | 546 | 566 | 601 |
| Para los censos de 1962 a 1999 la población legal corresponde a la población sin duplicidades (Fuente: INSEE [Consultar]) |     |     |     |     |     |